# Martin Coy
Martin Coy (* 25. Dezember 1954 in Frankfurt am Main) ist ein deutscher Geograph und Universitätsprofessor an der Universität Innsbruck.

## Leben
Martin Coy belegte 1975 bis 1980 ein Studium der Geographie, Volkswirtschaft, Agrarpolitik, Geologie und Bodenkunde an der Universität Frankfurt am Main. Nach dem Diplom in Geographie folgte ein Aufbaustudium in Ethnologie und Sozialanthropologie an der École des Hautes Études en Sciences Sociales in Paris. Im Jahr 1987 promovierte Martin Coy bei Gerd Kohlhepp an der Universität Tübingen mit einer Arbeit zur Regionalentwicklung im brasilianischen Amazonien und führte somit auch den Arbeitsschwerpunkt der Agrarkolonisation von Leo Waibel und Gottfried Pfeifer fort. Im Jahre 1998 folgte die Habilitation in Tübingen.
Von 2003 bis 2006 besetzte Martin Coy die Professur für Angewandte Geographie und seit 2006 zudem jene für die Nachhaltigkeitsforschung am Institut für Geographie an der Universität Innsbruck. Ab 2004 war er für einige Jahre Dekan an der Fakultät für Geo- und Atmosphärenwissenschaften und kurzzeitig auch an der Fakultät für Architektur. Seit 2023 ist er pensioniert.

## Schwerpunkte
In seiner Arbeit beschäftigt sich Martin Coy thematisch besonders mit dem Bereich der Geographischen Entwicklungsforschung, der Siedlungs- und der Stadtgeographie. Regionale Schwerpunkte liegen dabei in Lateinamerika, speziell in Brasilien. Seine angewandte Forschung konzentriert sich besonders auf Aspekte nachhaltiger Stadt- und Regionalentwicklung.

## Funktionen in Publikationsorganen
- Buchreihe Erdkundliches Wissen, Franz Steiner Verlag, Mitherausgeber
- Zeitschrift Die Erde – Journal of the Geographical Society of Berlin, Mitherausgeber
- Zeitschrift ERDKUNDE – Archive for Scientific Geography, Advisory Board
- Zeitschrift Confins – Revue franco-brésilienne de géographie / Revista franco-brasilera de geografia, Advisory Board
- Zeitschrift European Review of Latin American and Caribbean Studies / Revista Europea de Estudios Latinoamericanos y del Caribe, Advisory Board
- Zeitschrift Miscellanea Geographica – Regional Studies on Development, Advisory Board

## Schriften
Bücher
- Regionalentwicklung und regionale Entwicklungsplanung an der Peripherie in Amazonien. Probleme und Interessenkonflikte bei der Erschließung einer jungen Pionierfront am Beispiel des brasilianischen Bundesstaates Rondônia (= Tübinger Geographische Studien. Bd. 97). Tübingen 1988 (Dissertation).
- Stadtentwicklung an der Peripherie Brasiliens. Wandel lokaler Lebenswelten und Möglichkeiten nachhaltiger Entwicklung in Cuiabá (Mato Grosso). Tübingen 1997 (Habilitationsschrift).
- Martin Coy, Gerd Kohlhepp (Hrsg.): Amazônia sustentável. Desenvolvimento sustentável entre políticas públicas, estratégias inovadoras e experiências locais. Garamond, Rio de Janeiro 2009.
- Frauke Kraas, Surinder Aggarwal, Martin Coy, Günter Mertins (Hrsg.): Megacities. Our global urban future. Springer, Berlin 2014, doi:10.1007/978-90-481-3417-5.

Aufsätze
- Regionalentwicklung in Rondônia (Brasilien). Integrierte Ländliche Entwicklung und politische Rahmenbedingungen. In: Geographische Zeitschrift. Bd. 74 (1986), H. 3, S. 177–185.
- Pionierfront und Stadtentwicklung. Sozial- und wirtschaftsräumliche Differenzierung der Pionierstädte in Nord-Mato Grosso (Brasilien). In: Geographische Zeitschrift. Bd. 78 (1990), H. 2, S. 115–134.
- Martin Coy, Martin Pöhler: Gated communities in Latin-American megacities. Case studies from Brazil and Argentina. In: Environment and Planning. B: Planning and Design. Bd. 29 (2002), S. 355–370.
- São Paulo. Entwicklungstrends einer brasilianischen Megastadt. In: Geographica Helvetica. Bd. 56 (2001), H. 4, S. 274–288.
- Gated communities and urban fragmentation in Latin America: The Brazilian Experience. In: GeoJournal. Bd. 66 (2006), H. 1–2, S. 121–132.
- Axel Borsdorf, Martin Coy: Megacities and Global Change: Case Studies from Latin America. In: Die Erde. Bd. 140 (2009), H. 4, S. 341–353.
- Sozioökonomische und regionale Ausgangsbedingungen in Brasilien. In: Dana de la Fontaine, Thomas Stehnken (Hrsg.): Das politische System Brasiliens, S. 52–61. Springer, Berlin 2012, doi:10.1007/978-3-531-93251-4_4.
- Environmental Justice? Sozialökologische Konfliktkonstellationen in Amazonien. In: Hans-Jürgen Burchardt, Kristina Dietz, Rainer Öhlschläger (Hrsg.): Umwelt und Entwicklung im 21. Jahrhundert, S. 121–134. Nomos, Baden-Baden 2012, doi:10.5771/9783845242880-121.